# نيلتون بينهيرو دا سيلفا
نيلتون بينهيرو دا سيلفا هو لاعب كرة قدم برازيلي في مركز مهاجم ‏، ولد في 5 نوفمبر 1954 في لوندرينا في البرازيل. لعب مع أتلتيكو باراناينسي.

## وصلات خارجية
- نيلتون بينهيرو دا سيلفا على موقع ناشيونال فوتبول تيمز (الإنجليزية)